# Utrka na 5 milja na Olimpijskim igrama
Osvajači olimpijskih medalja u atletskoj disciplini 5 milja, koja se u programu Igara našla svega u dva navrata, prikazani su u donjoj tablici.
5 kopnenih milja je 8047 m.
| Olimpijske igre | Zlato               | Srebro               | Bronca               |
| Atena 1906.     | Henry Hawtrey (VBR) | Johan Svanberg (ŠVE) | Edward Dahl (ŠVE)    |
| London 1908.    | Emil Voigt (VBR)    | Edward Owen (VBR)    | Johan Svanberg (ŠVE) |